# Vórtice polar

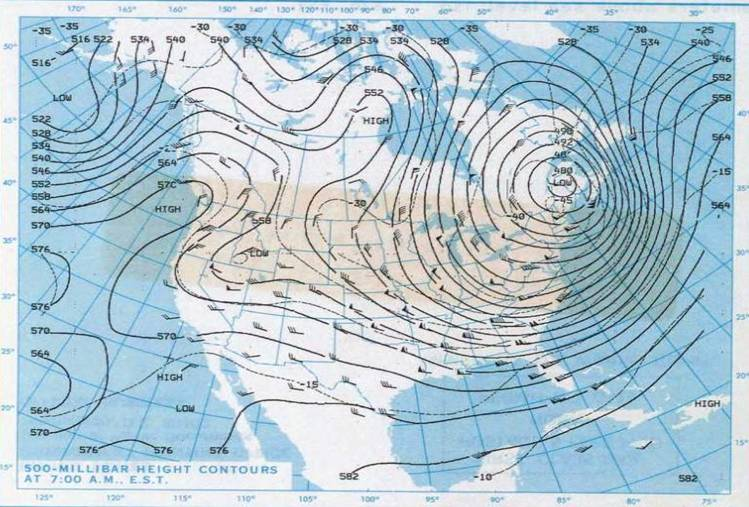
Vórtice polar sobre Maine en la mañana del 21 de enero de 1985

El vórtice polar es un ciclón persistente a gran escala situado cerca de las zonas polares terrestres que se ubica en la media y alta troposfera y la estratosfera. Envuelve las altas presiones polares y forma parte del frente polar. El vórtice es más potente en el invierno hemisférico, cuando el gradiente térmico es más escarpado, y disminuye o desaparece en verano. El vórtice polar antártico es más pronunciado y persistente que el ártico; esto se debe a que la distribución de las masas de tierra en latitudes elevadas del hemisferio norte conlleva un aumento de las ondas Rossby que contribuyen a romper el vórtice, mientras que en el hemisferio sur el vórtice permanece menos afectado. El vórtice ártico tiene forma alargada, con dos centros, uno aproximadamente sobre Baffin Island en Canadá y el otro sobre el noroeste de Siberia.
La química del vórtice polar antártico ha creado un agotamiento de ozono severo. El ácido nítrico en las nubes polares estratosféricas reacciona con los CFCs formando cloro atómico (un solo átomo de cloro libre, en lugar de una molécula de dos átomos), el cual cataliza la destrucción fotoquímica del ozono. Las concentraciones de cloro formadas durante la noche del invierno polar, y la consiguiente destrucción de ozono es mayor cuando la luz del Sol vuelve durante la primavera (septiembre/octubre). Estas nubes sólo pueden formarse con temperaturas inferiores a unos -80°C, por lo que la región ártica más cálida no tiene agujero de ozono.
El vórtice polar antártico se mantiene normalmente de agosto a noviembre.
Se sabe que otros cuerpos astronómicos tienen también vórtices polares, incluyendo Venus (con un doble vórtice - es decir, dos vórtices polares en un mismo polo ), Marte, Júpiter, Saturno y la luna mayor de Saturno, Titán.

## Vórtices árticos y antárticos

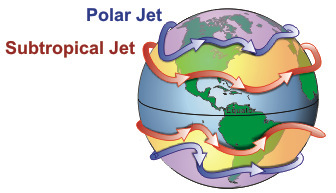
Configuración actual de la corriente en chorro

### Hemisferio Norte
Cuando el vórtice troposférico del Ártico es fuerte, está bien definido y tiene una forma casi circular, hay un único vórtice con una corriente en chorro que está bien limitada cerca del frente polar, y el aire del Ártico está bien contenido. Cuando el vórtice troposférico septentrional se debilita, lo que generalmente ocurre, se divide en dos o más vórtices más pequeños, el más fuerte de los cuales se encuentra cerca de la isla de Baffin, Nunavut, y el otro sobre el noreste de Siberia. Cuando es muy débil, el flujo de aire ártico se vuelve más desorganizado, y las masas de aire ártico frío pueden empujar hacia el ecuador, trayendo consigo un rápido y brusco descenso de la temperatura.
Una ola de frío profunda que se apoderó de gran parte de Estados Unidos y Canadá a finales de enero de 2019 ha sido atribuida a un "vórtice polar". Este no es el uso científicamente correcto del término vórtice polar, sino que se refiere a los brotes de aire frío del Ártico causados por un vórtice polar debilitado. El Servicio Meteorológico Nacional de EE. UU. advirtió que es posible sufrir congelaciones en tan sólo 10 minutos si se está al aire libre con temperaturas tan extremas, y se cerraron cientos de colegios, institutos y universidades en las zonas afectadas. Alrededor de 21 personas murieron en Estados Unidos por congelación severa. Los estados de la región del medio oeste de los Estados Unidos tuvieron una sensación térmica apenas superior a los -50 °F (-45 °C). Se cree que el vórtice polar también tuvo efectos en Europa. Por ejemplo, las inundaciones invernales de 2013-14 en el Reino Unido se achacaron al vórtice polar que trajo consigo un frío intenso en  Estados Unidos y Canadá. De forma similar, el frío intenso en el Reino Unido en los inviernos de 2010/11 también se achacó al vórtice polar.

### Hemisferio Sur
El vórtice antártico del hemisferio sur es una única zona de baja presión que se encuentra cerca del borde de la plataforma de hielo Ross, cerca de los 160 de longitud oeste. Cuando el vórtice polar es fuerte, los Westerlies de latitud media (vientos a nivel de superficie entre 30° y 60° de latitud oeste) aumentan su fuerza y son persistentes. Cuando el vórtice polar es débil, las zonas de alta presión de las latitudes medias pueden empujar hacia el polo, desplazando el vórtice polar, la corriente en chorro y el frente polar hacia el ecuador. La corriente en chorro se "dobla" y se desvía hacia el sur. Esto hace que el aire frío y seco entre rápidamente en contacto con el aire cálido y húmedo de las latitudes medias, lo que da lugar a un cambio rápido y drástico del tiempo conocido como "ola de frío".
En Australia, el vórtice polar, conocido allí como "ráfaga polar" o "zambullida polar", es un frente frío que arrastra aire de la Antártida que trae chubascos, nieve (normalmente en el interior, con ventiscas en las tierras altas), vientos helados racheados y granizo en las zonas del sureste del país, como en Victoria, Tasmania, la costa sureste de Australia Meridional y la mitad sur de Nueva Gales del Sur (pero sólo en el lado de barlovento de la Gran Cordillera Divisoria, mientras que el lado de sotavento se verá afectado por viento fónico).

## Identificación
Las bases de los dos vórtices polares se encuentran en la troposfera media y alta y se extienden hasta la estratosfera. Debajo de ella se encuentra una gran masa de aire frío y denso del Ártico. La interfaz entre la masa de aire frío y seco del polo y la masa de aire cálido y húmedo más al sur define la ubicación del frente polar. El frente polar está centrado, aproximadamente, en los 60° de latitud. Un vórtice polar se fortalece en invierno y se debilita en verano debido a su dependencia de la diferencia de temperatura entre el ecuador y los polos.
Los ciclones polares son zonas de baja presión incrustadas en las masas de aire polares, y existen todo el año. El vórtice polar estratosférico se desarrolla en latitudes por encima de la corriente en chorro subtropical. Horizontalmente, la mayoría de los vórtices polares tienen un radio inferior a 1000 kilómetros (621,4 mi). Dado que los vórtices polares existen desde la estratosfera hacia abajo hasta la troposfera media, se utilizan diversas alturas/niveles de presión para marcar su posición. La superficie de presión de 50 hPa es la más utilizada para identificar su ubicación estratosférica. A nivel de la tropopausa, la extensión de los contornos cerrados de temperatura potencial puede utilizarse para determinar su fuerza.  Otros han utilizado niveles hasta el nivel de presión de 500 hPa (aproximadamente 5460 metros (17 913,4 pies) sobre el nivel del mar durante el invierno) para identificar el vórtice polar.

## Duración y fuerza

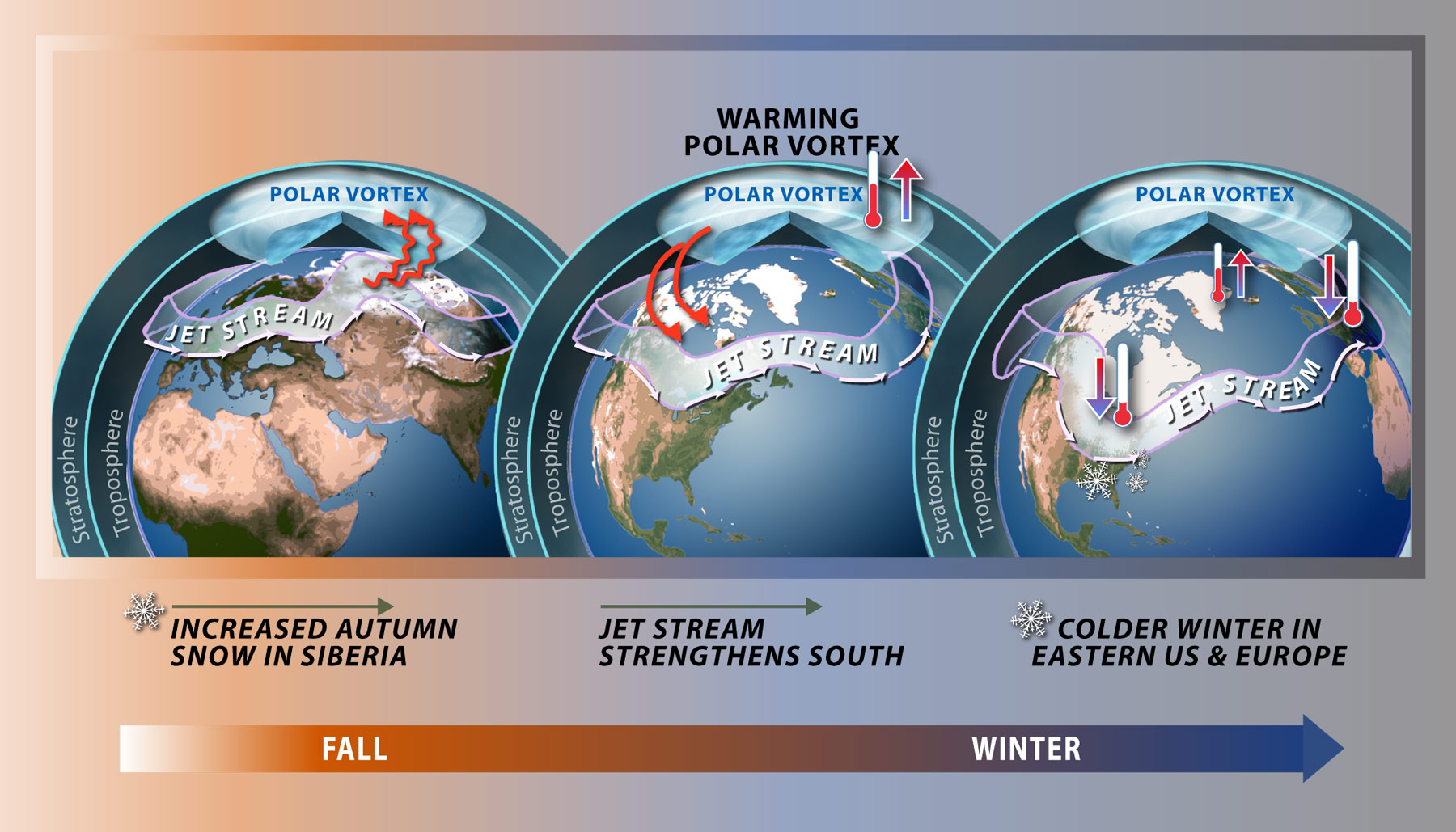
Vórtice polar e impactos meteorológicos debidos al calentamiento de la estratosfera.

Los vórtices polares son más débiles durante el verano y más fuertes durante el invierno. Los ciclones extratropicales que migran a latitudes más altas cuando el vórtice polar es débil pueden interrumpir el vórtice único creando vórtices más pequeños (bajas de núcleo frío) dentro de la masa de aire polar. Esos vórtices individuales pueden persistir durante más de un mes.
Las erupciones volcánicas en los trópicos pueden provocar un vórtice polar más fuerte durante el invierno hasta dos años después. La fuerza y la posición del vórtice polar dan forma al patrón de flujo en una amplia zona a su alrededor. Un índice que se utiliza en el hemisferio norte para medir su magnitud es la oscilación ártica.
Cuando el vórtice ártico está en su punto más fuerte, hay un único vórtice, pero normalmente, el vórtice ártico tiene una forma alargada, con dos centros ciclónicos, uno sobre la isla de Baffin en Canadá y el otro sobre el noreste de Siberia. Cuando el patrón ártico está en su punto más débil, las masas de aire subtropicales pueden introducirse hacia el polo provocando que las masas de aire árticas se desplacen hacia el ecuador, como ocurrió durante el brote ártico del invierno de 1985. El vórtice polar antártico es más pronunciado y persistente que el del ártico. En el Ártico, la distribución de las masas de tierra en las latitudes altas del hemisferio norte da lugar a ondas de Rossby que contribuyen a la ruptura del vórtice polar, mientras que en el hemisferio sur el vórtice está menos perturbado. La ruptura del vórtice polar es un acontecimiento extremo conocido como calentamiento súbito de la estratosfera, aquí el vórtice se rompe completamente y puede producirse un calentamiento asociado de 30-50 °C (54-90 °F) durante unos días.
El aumento y disminución del vórtice polar está impulsado por el movimiento de masas y la transferencia de calor en la región polar. En otoño, los vientos circumpolar aumentan su velocidad y el vórtice polar sube a la estratosfera. El resultado es que el aire polar forma una masa de aire giratoria y coherente: el vórtice polar. A medida que se acerca el invierno, el núcleo del vórtice se enfría, los vientos disminuyen y la energía del vórtice disminuye. Al acercarse el final del invierno y el principio de la primavera, el vórtice está en su punto más débil. Como resultado, durante el final del invierno, grandes fragmentos del aire del vórtice pueden ser desviados hacia latitudes más bajas por sistemas meteorológicos más fuertes que se introducen desde esas latitudes. En el nivel más bajo de la estratosfera, permanecen fuertes gradientes de vorticidad potencial, y la mayor parte de ese aire permanece confinado dentro de la masa de aire polar hasta diciembre en el hemisferio sur y abril en el hemisferio norte, mucho después de la ruptura del vórtice en la estratosfera media.
La ruptura del vórtice polar del norte se produce entre mediados de marzo y mediados de mayo. Este acontecimiento significa la transición del invierno a la primavera y tiene repercusiones en el ciclo hidrológico, las estaciones de crecimiento de la vegetación y la productividad general del ecosistema. El momento de la transición también influye en los cambios del hielo marino, el ozono, la temperatura del aire y la nubosidad. Se han producido episodios de ruptura polar tempranos y tardíos, debido a las variaciones en la estructura del flujo estratosférico y a la propagación hacia arriba de las ondas planetarias desde la troposfera.Como resultado del aumento de las ondas hacia el vórtice, éste experimenta un calentamiento más rápido de lo normal, lo que provoca una ruptura y una primavera más tempranas. Cuando la ruptura se adelanta, se caracteriza por la persistencia de restos del vórtice. Cuando la ruptura es tardía, los remanentes se disipan rápidamente. Cuando la ruptura es temprana, hay un periodo de calentamiento desde finales de febrero hasta mediados de marzo. Cuando la ruptura es tardía, hay dos periodos de calentamiento, uno en enero y otro en marzo. La temperatura media zonal, el viento y la altura geopotencial ejercen desviaciones variables de sus valores normales antes y después de las rupturas tempranas, mientras que las desviaciones permanecen constantes antes y después de las rupturas tardías. Los científicos relacionan un retraso en la ruptura del vórtice ártico con una reducción de las actividades de las ondas planetarias, pocos eventos de calentamiento súbito de la estratosfera y agotamiento del ozono.

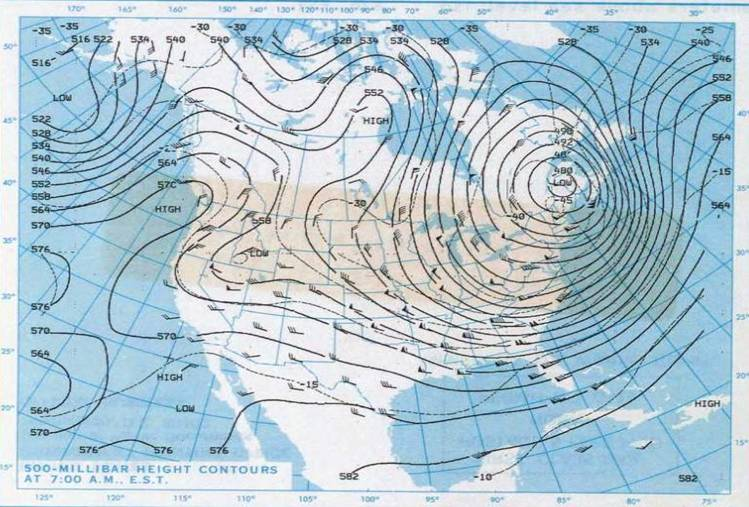
Zona de bajas presiones sobre Quebec, Maine y New Brunswick, parte del debilitamiento del vórtice polar del norte, en la mañana fría del 21 de enero de 1985, que batió un récord

Los eventos de calentamiento repentino de la estratosfera están asociados a vórtices polares más débiles. Este calentamiento del aire estratosférico puede invertir la circulación del vórtice polar ártico, pasando de las agujas del reloj a las del reloj. Estos cambios en lo alto obligan a realizar cambios en la troposfera por debajo. Un ejemplo de efecto en la troposfera es el cambio de velocidad del patrón de circulación del Océano Atlántico. Un punto blando justo al sur de Groenlandia es donde se produce el paso inicial de downwelling, apodado el "Talón de Aquiles del Atlántico Norte". Pequeñas cantidades de calentamiento o enfriamiento procedentes del vórtice polar pueden desencadenar o retrasar el downwelling, alterando la Corriente del Golfo del Atlántico y la velocidad de otras corrientes oceánicas. Dado que todos los demás océanos dependen del movimiento de la energía calorífica del océano Atlántico, los climas de todo el planeta pueden verse dramáticamente afectados. El debilitamiento o fortalecimiento del vórtice polar puede alterar la circulación marítima a más de una milla por debajo de las olas. El fortalecimiento de los sistemas de tormentas dentro de la troposfera que enfrían los polos, intensifica el vórtice polar. Las anomalías climáticas relacionadas con La Niña refuerzan significativamente el vórtice polar. La intensificación del vórtice polar produce cambios en la humedad relativa al entrar en el núcleo del vórtice intrusiones descendentes de aire seco estratosférico. Con el fortalecimiento del vórtice se produce un enfriamiento de onda larga debido a la disminución de la concentración de vapor de agua cerca del vórtice. La disminución del contenido de agua es el resultado de una tropopausa más baja dentro del vórtice, que coloca el aire estratosférico seco por encima del aire troposférico húmedo. La inestabilidad se produce cuando el tubo del vórtice, la línea de vorticidad concentrada, se desplaza. Cuando esto ocurre, los anillos de vórtice se vuelven más inestables y propensos a ser desplazados por las ondas planetarias. La actividad de las ondas planetarias en ambos hemisferios varía de año en año, produciendo una respuesta correspondiente en la fuerza y la temperatura del vórtice polar. El número de ondas alrededor del perímetro del vórtice están relacionadas con el tamaño del núcleo; a medida que el núcleo del vórtice disminuye, el número de ondas aumenta.
El grado de mezcla del aire polar y de latitudes medias depende de la evolución y posición del chorro polar nocturno. En general, la mezcla es menor dentro del vórtice que fuera de él. La mezcla se produce con ondas planetarias inestables que son características de la estratosfera media y alta en invierno. Antes de la ruptura del vórtice, hay poco transporte de aire fuera del vórtice polar ártico debido a las fuertes barreras que existen por encima de los 420 km (261 millas). El chorro polar nocturno que existe por debajo, es débil a principios del invierno. En consecuencia, no desvía ningún aire polar descendente, que se mezcla con el aire de las latitudes medias. A finales del invierno, las parcelas de aire no descienden tanto, lo que reduce la mezcla. Después de que el vórtice se rompa, el aire ex-vórtice se dispersa en las latitudes medias en el plazo de un mes.
A veces, una masa del vórtice polar se desprende antes del final del periodo de calentamiento final. Si es lo suficientemente grande, el trozo puede desplazarse hacia Canadá y el Medio Oeste, Centro, Sur y Noreste de Estados Unidos. Esta desviación del vórtice polar puede producirse debido al desplazamiento de la corriente en chorro polar; por ejemplo, la importante dirección hacia el noroeste de la corriente en chorro polar en la parte occidental de Estados Unidos durante los inviernos de 2013-2014, y 2014-2015. Esto provocó condiciones cálidas y secas en el oeste, y frías y nevadas en el centro-norte y el noreste. Ocasionalmente, la masa de aire de alta presión, llamada Bloque de Groenlandia, puede hacer que el vórtice polar se desvíe hacia el sur, en lugar de seguir su trayectoria normal sobre el Atlántico Norte.